# Воронцовы-Дашковы
Воронцовы-Дашковы — русский графский род.

## История рода
Екатерина Воронцова (1743—1810), третья дочь графа Романа Воронцова в шестнадцать лет вышла замуж за князя Михаила Дашкова, известного аристократа, ведущего свои корни от Рюриковичей и стала известна в дальнейшем как Екатерина Дашкова или Воронцова-Дашкова. Она пережила своих наследников, и оставила своё состояние внучатому племяннику, носившему фамилию Воронцов. Этот Иван Илларионович Воронцов (1790—1854), обер-церемониймейстер при дворе императора Николая I с соизволения императора Александра I, в 1807 г. стал называться графом Воронцовым-Дашковым.

## Описание герба
Щит разделен на четыре части, в середине малый щиток. В первой и четвёртой частях герб Воронцовых — щит скошен справа налево на червленое и серебряное поля. По линии скошения лилия и по бокам от лилии по розе — все переменных с полями цветов. В чёрной главе щита золотое стропило, в нём три черные горящие гранаты, под стропилом одна и над стропилом в верхних углах щита по серебряной пятиконечной звезде. Во второй и третьей частях в лазоревом поле серебряный ангел, держащий в правой руке серебряный с золотой рукояткой меч, а в левой золотой щит. В малом серебряном щитке золотой полумесяц с человеческим лицом, обращенный вниз, на нём стоит золотой трилистный крест, под полумесяцем золотая шестиконечная звезда. Над щитком княжеская корона.
Над щитом графская корона и три серебряных графских шлема: средний коронован графской короной, правый — дворянской. Нашлемники: средний — чёрный Императорский орел с червлеными глазами и языком, золотыми клювом и когтями, коронованный двумя Императорскими золотыми коронами; правый — два золотых с российскими орлами штандарта, за ними по два знамени — одно червленое, другое серебряное; левый — между двух черных орлиных крыльев, на каждом из которых по три серебряных пятиконечных звезды, лейб-кампанская гренадерская шашка, украшенная золотым Императорским орлом и тремя страусовыми перьями. Намет: среднего шлема — чёрный, подложенный золотом; крайних — червленый, подложенный серебром. Щитодержатели: два серебряных коня с черными копытами и червленой зубчатой городской короной на шее. Девиз: «SEMPER IMMOTA FIDES» серебряными буквами на червленой ленте.
Герб рода графов Воронцовых-Дашковых внесен в Часть 15 Общего гербовника дворянских родов Всероссийской империи, стр. 5.

## Представители рода
- Воронцов-Дашков, Иван Илларионович (1790—1854) — русский дипломат, действительный тайный советник.
- Воронцов-Дашков, Илларион Иванович — один из крупнейших землевладельцев России, владелец большого числа промышленных предприятий. Участник военных действий на Кавказе в 1859—1862 гг.
- Воронцов-Дашков, Илларион Илларионович (1877—1932) — русский офицер, командир Кабардинского конного полка (1914—1916), был награждён Георгиевским оружием (1916).
- Воронцова-Дашкова, Мария Илларионовна (1903—1997) — вдова князя Никиты Александровича, сына великого князя Александра Михайловича и великой княгини Ксении Александровны.
- Воронцов-Дашков, Александр-Илларионович (1945-2016) - правнук графа Иллариона Ивановича Воронцова-Дашкова. Филолог, профессор Смит-колледжа в Нортхэмптоне (штат Массачусетс).